# 日本ブロックチェーン協会
一般社団法人日本ブロックチェーン協会（Japan Blockchain Association、JBA）は、日本の暗号資産交換業者による事業者団体の1つ。2016年4月15日に一般社団法人日本価値記録事業者協会（2014年9月12日設立）から改組された。
東京都港区赤坂9-1-1 東京ミッドタウンに事務所を構える。

## 経緯
日本のビットコイン交換所の1つであるマウントゴックスで2014年に起きたような事件の再発を防止するためにbitflyerなどビットコインの関連業者によって2014年9月12日に一般社団法人日本価値記録事業者協会(JADA)が設立された。
2016年4月に、JADAは日本ブロックチェーン協会に「発展的に改組された」旨の記者会見が衆議院第一議員会館で行われた。JBAの代表理事はJADAの代表理事を務めていた加納裕三（株式会社bitflyer 創業者）が引き続き務めている。 

## 組織
6つの分科会で構成
- 税制分科会
- 会計分科会
- NFT分科会
- 若手人材育成分科会
- 海外プロジェクト分科会
- サステナビリティ分科会

## 役員
- 代表理事：加納裕三（株式会社 bitFlyer Holdings　代表取締役 CEO）
- 理事：上野広伸（double jump.tokyo株式会社　代表取締役社長）
- 理事：國光宏尚（株式会社フィナンシェ / 株式会社MintTown 代表取締役CEO）
- 理事：藤井達人（みずほフィナンシャルグループ　執行役員）
- 理事：峯荒夢（株式会社ガイアックス　開発部・DAO事業部 事業責任者）
- 理事：渡辺創太（Startale Labs Pte Ltd. CEO）
- 理事：豊崎亜里紗（Sanic Pte Ltd.　代表取締役）
- 監事：加藤涼（株式会社デジタルプラス　取締役 CFO）

## 目的
- 暗号資産及びブロックチェーン技術の健全なるビジネス環境と利用者保護体制の整備を進めることで、我が国の産業発展に資すること
- 国内での暗号資産ビジネス振興及び課題解決の自主ガイドラインの制定及び施行
- ブロックチェーン技術の社会インフラへの応用、政策提言
- 上記目的を達するための暗号資産及びブロックチェーン技術を利用し事業を行う事業者団体として設立

## 事業内容
- ブロックチェーン技術の社会インフラへの応用、政策提言
- 暗号資産交換業者向けガイドラインを作成、監査
- ブロックチェーン関係省庁(経済産業省、金融庁、消費者庁、警察庁、国税庁 等)や関係団体(全国銀行協会等)との連携及び意見交換
- ブロックチェーン事業者間の交流・情報交換・勉強会の開催
- 暗号資産及びブロックチェーン技術を利用して、新規事業化する法人への支援
- 国内でのPRなどのブロックチェーン関連イベントを主催
- 海外のブロックチェーン事業者団体との情報交換や連携
- 国内の暗号資産事業者団体及びブロックチェーン関係団体との情報交換や連携